# Le Miracle (film)
Pour les articles homonymes, voir Le Miracle.
Pour plus de détails, voir Fiche technique et Distribution.
Le Miracle (The Miracle Man) est un film américain réalisé par George Loane Tucker et sorti en 1919.

## Synopsis
Dans le quartier chinois de New York, quatre escrocs soutirent de l'argent au public crédule: Tom Burke le chef de gang, Rose une jolie fille, un drogué et un contorsionniste. Ils entendent parler d'un ermite qui réalise des guérisons miraculeuses.

## Fiche technique
- Titre original : The Miracle Man
- Réalisation : George Loane Tucker
- Scénario : George Loane Tucked, d'après une nouvelle de Frank L. Packard et la pièce de George M. Cohan[1]
- Production : Mayflower Photoplay Company, Paramount Pictures
- Directeur de la photo: Phil Rosen
- Musique : Hugo Riesenfeld
- Lieu de tournage : Universal Studios
- Date de sortie : 
  - États-Unis : 26 aout 1919

## Distribution

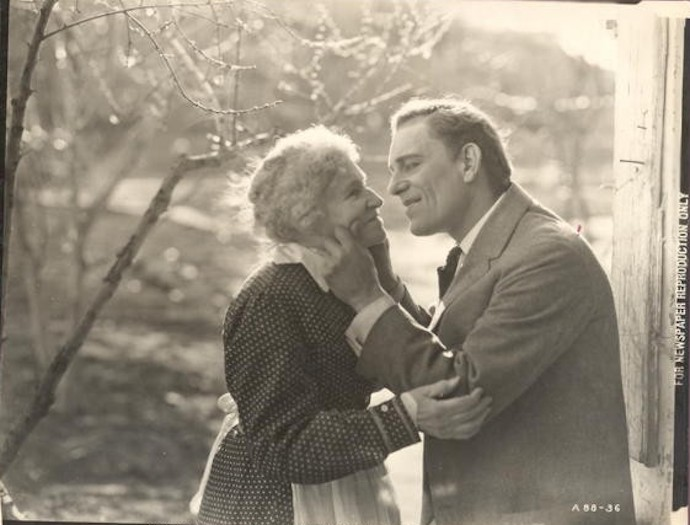
Ruby Lafayette et Lon Chaney

- Lon Chaney : The Frog
- Betty Compson : Rose
- J.M. Dumont : The Dope
- Joseph J. Dowling : le Patriarche
- Elinor Fair : Claire King
- Thomas Meighan : Tom Burke
- F.A. Turner : Mr. Higgins
- Lucille Hutton : Ruth Higgins
- Ruby Lafayette